# Джеймс Рос (остров)
Джеймс Рос (на английски: James Ross Island) е най-големият остров в архипелага Джеймс Рос, разположен в крайната северозападна част на море Уедъл, попадащо в акваторията на Атлантическия сектор на Южния океан. Остров Джеймс Рос се намира в централната част на архипелага, като протока Принц Густав на запад и северозапад го отделя от Антарктическия полуостров (Бряг Норденшелд на Земя Греъм), а на юг Адмиралтейския проток – от остров Сноу Хил. Дължина от север на юг 75 km, ширина до 64 km, площ 2598 km². Бреговата му линия с дължина 392,6 km е силно разчленена от множество заливи (най-голям Рьос) и полуострови. Релефът е планински с максимална височина 1628 m, разположена в централната му част.
Източното крайбрежие на острова е открито, частично изследвано и топографски заснето през декември 1842 г. от известния полярен изследовател Джеймс Кларк Рос, ръководител на британската антарктическа експедиция (1840 – 43) в Южния океан. През октомври 1902 г. шведският геолог Ото Норденшелд извършва детайлни географски изследвания и топографско заснемане на региона и установява, че открития от Джеймс Кларк Рос бряг е част от голям остров и Ото Норденшелд го наименува в чест на неговия първооткривател.